# Mistrovství světa v orientačním běhu 2015
32. Mistrovství světa v orientačním běhu proběhlo ve dnech 31. července — 7. srpna 2015. Mistrovství světa hostilo Spojené království s hlavním centrem v severním Skotsku. Ve městě Inverness jež leží poblíž jezera Loch Ness.
Česká televize připravila z mistrovství reportáž o délce 91 minut.

## Program závodů
Program Mistrovství světa byl zveřejněn v souladu s Pravidly IOF v Bulletinu číslo dva:
| Den          | Závod                       | Centrum závodu |
| ------------ | --------------------------- | -------------- |
| 31. červenec | Kvalifikace – Sprint        | Forres         |
| 1. srpen     | Finále – Mix sprint štafety | Nairn          |
| 2. srpen     | Finále - Sprint             | Forres         |
| 4. srpen     | Finále – Middle             | Darnaway       |
| 5. srpen     | Finále – Štafety            | Darnaway       |
| 7. srpen     | Finále – Long               | Glen Affric    |

## Závod ve sprintu
V opoledních hodinách dne 31. července 2015 ve skotském městě Forres ležícím na pobřeží, severozápadně od Inverness proběhly kvalifikační závody ve sprintu. Běžely se tři kvalifikační závody mužů a tři závody žen, kdy do finálového závodu postoupilo 45 závodníků a 45 závodnic, což bylo nejlepších 15 mužů a 15 žen z jednotlivých kvalifikačních závodů. Kvalifikace se běžela v ulicích města Forres a v jeho přilehlém lesnatém okolí. V ženské kategorii své rozběhy vyhrály: Maja Almová (Dánsko), Tove Alexanderssonová (Švédsko) a Minna Kauppiová (Finsko). V mužské kategorii své rozběhy vyhráli: Yannick Michiels (Belgie), Kris Jones (Spojené království) a Jerker Lysell (Švédsko) ve stejném čase jako Mårten Boström (Finsko). Kvalifikace se zúčastnilo 6 českých reprezentantů a do finále postoupili všichni.

### Výsledky sprintu
| Muži | Muži                                                                                         | Muži                                                                                         | Muži                                                                                         | Muži                                                                                         | Ženy                                                                                         | Ženy                                                                                         | Ženy                                                                                         | Ženy                                                                                         | Ženy                                                                                         |
| --- | -------------------------------------------------------------------------------------------- | -------------------------------------------------------------------------------------------- | -------------------------------------------------------------------------------------------- | -------------------------------------------------------------------------------------------- | -------------------------------------------------------------------------------------------- | -------------------------------------------------------------------------------------------- | -------------------------------------------------------------------------------------------- | -------------------------------------------------------------------------------------------- | -------------------------------------------------------------------------------------------- |
| - Traťové parametry: 4,1 km, 23 kontrol, 25 m převýšení. - Mapa: Forres East 1:4 000 E=2,5 m                          | - Traťové parametry: 4,1 km, 23 kontrol, 25 m převýšení. - Mapa: Forres East 1:4 000 E=2,5 m | - Traťové parametry: 4,1 km, 23 kontrol, 25 m převýšení. - Mapa: Forres East 1:4 000 E=2,5 m | - Traťové parametry: 4,1 km, 23 kontrol, 25 m převýšení. - Mapa: Forres East 1:4 000 E=2,5 m | - Traťové parametry: 4,1 km, 23 kontrol, 25 m převýšení. - Mapa: Forres East 1:4 000 E=2,5 m | - Traťové parametry: 3,8 km, 21 kontrol, 25 m převýšení. - Mapa: Forres East 1:4 000 E=2,5 m | - Traťové parametry: 3,8 km, 21 kontrol, 25 m převýšení. - Mapa: Forres East 1:4 000 E=2,5 m | - Traťové parametry: 3,8 km, 21 kontrol, 25 m převýšení. - Mapa: Forres East 1:4 000 E=2,5 m | - Traťové parametry: 3,8 km, 21 kontrol, 25 m převýšení. - Mapa: Forres East 1:4 000 E=2,5 m | - Traťové parametry: 3,8 km, 21 kontrol, 25 m převýšení. - Mapa: Forres East 1:4 000 E=2,5 m |
| Umístění | Země                                                                                         | Jméno                                                                                        | Čas                                                                                          | Ztráta                                                                                       | Umístění                                                                                     | Země                                                                                         | Jméno                                                                                        | Čas                                                                                          | Ztráta                                                                                       |
| | Švédsko                                                                                      | Jonas Leandersson                                                                            | 0:13:12                                                                                      |                                                                                              |                                                                                              | Dánsko                                                                                       | Maja Almová                                                                                  | 0:13:33                                                                                      |                                                                                              |
| | Švýcarsko                                                                                    | Martin Hubmann                                                                               | 0:13:14                                                                                      | + 0:00:02                                                                                    |                                                                                              | Ukrajina                                                                                     | Nadija Volynská                                                                              | 0:14:12                                                                                      | + 0:00:40                                                                                    |
| | Švédsko                                                                                      | Jerker Lysell                                                                                | 0:13:17                                                                                      | + 0:00:05                                                                                    |                                                                                              | Rusko                                                                                        | Galina Vinogradovová                                                                         | 0:14:25                                                                                      | + 0:00:52                                                                                    |
| 4 | Finsko                                                                                       | Marten B Bostrom                                                                             | 0:13:20                                                                                      | + 0:00:08                                                                                    | 4                                                                                            | Švýcarsko                                                                                    | Sara Luescherová                                                                             | 0:14:27                                                                                      | + 0:00:54                                                                                    |
| 5 | Belgie                                                                                       | Yannick Michiels                                                                             | 0:13:20                                                                                      | + 0:00:08                                                                                    | 5                                                                                            | Austrálie                                                                                    | Hanny Allstonová                                                                             | 0:14:27                                                                                      | + 0:00:54                                                                                    |
| 6 | Švýcarsko                                                                                    | Daniel Hubmann                                                                               | 0:13:21                                                                                      | + 0:00:09                                                                                    | 6                                                                                            | Finsko                                                                                       | Minna Kauppiová                                                                              | 0:14:27                                                                                      | + 0:00:55                                                                                    |
| Oficiální výsledky: muži Archivováno 6. 8. 2015 na Wayback Machine. a ženy Archivováno 6. 8. 2015 na Wayback Machine. |                                                                                              |                                                                                              |                                                                                              |                                                                                              |                                                                                              |                                                                                              |                                                                                              |                                                                                              |                                                                                              |

## Závod ve sprintu smíšených štafet
V podvečer dne 1. srpna 2015 ve větrném Nairnu proběhl závod ve sprintu smíšených štafet. O první letošní mistrovské medaile bojovalo 32 smíšených štafet. Závod byl situován do centra starého města se spoustou úzkých uliček parků a písečných přímořských dun. Rychlý průběh závodu vítězně zakončila štafeta Dánska před druhou Norskou a třetí Ruskou štafetou. Obhájci titulu z loňského roku Švýcaři přišli o medaili v samotném závěru, kdy finišmanka Judith Wyderová zcela nalomená z průběhu, nestačila na Norsko a Rusko. Česká reprezentace po drobných chybách neudržela čelo závodu a doběhla desátá se ztrátou 3:54 na vítěze.

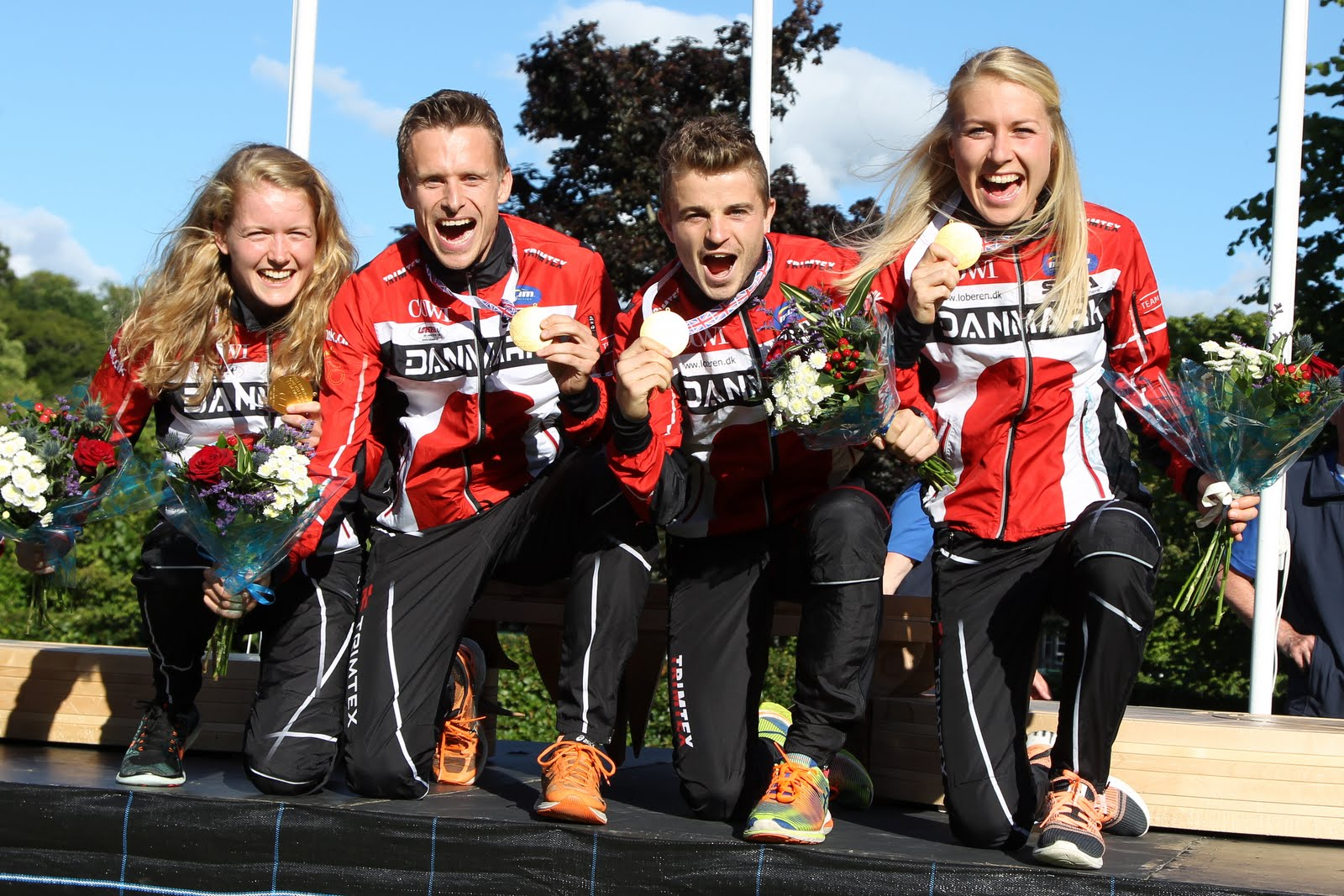

### Výsledky smíšeného štafetového závodu
| - Traťové parametry: 3,8–4,3 km, 40–45 m převýšení, 20–24 kontrol - mapa: Nairn 1:4 000 E=2,5 m |           |                                                                                                  |         |           |
| Umístění                                                                                        | Země      | Jméno                                                                                            | Čas     | Ztráta    |
|                                                                                                 | Dánsko    | Emma Klingenbergová Tue Lassen Søren Bobach Maja Almová                                          | 1:00:54 |           |
|                                                                                                 | Norsko    | Elise Egsethová Hakon Jarvis Westergard Øystein Kvaal Østerbø Anne Margrethe Hausken Nordbergová | 1:02:15 | + 0:01:21 |
|                                                                                                 | Rusko     | Taťána Rjabkinová Gleb Tichonov Andrej Chramov Galina Vinogradovová                              | 1:02:20 | + 0:01:26 |
| 4                                                                                               | Švýcarsko | Rahel Friederichová Martin Hubmann Matthias Kyburz Judith Wyderová                               | 1:02:25 | + 0:01:31 |
| 5                                                                                               | Švédsko   | Lilian Forsgrenová Jerker Lysell Jonas Leandersson Karolin Ohlssonová                            | 1:02:32 | + 0:01:38 |
| 6                                                                                               | Finsko    | Jenny Patanaová Severi Kymalainen Marten B Boström Merja Rantanenová                             | 1:02:59 | + 0:02:05 |
| Oficiální výsledky: Mix race Archivováno 10. 8. 2015 na Wayback Machine.                        |           |                                                                                                  |         |           |

## Závod na krátké trati (Middle)

### Výsledky závodu na krátké trati (Middle)
| Muži | Muži                                                                                           | Muži                                                                                           | Muži                                                                                           | Muži                                                                                           | Ženy                                                                                           | Ženy                                                                                           | Ženy                                                                                           | Ženy                                                                                           | Ženy                                                                                           |
| --- | ---------------------------------------------------------------------------------------------- | ---------------------------------------------------------------------------------------------- | ---------------------------------------------------------------------------------------------- | ---------------------------------------------------------------------------------------------- | ---------------------------------------------------------------------------------------------- | ---------------------------------------------------------------------------------------------- | ---------------------------------------------------------------------------------------------- | ---------------------------------------------------------------------------------------------- | ---------------------------------------------------------------------------------------------- |
| - Traťové parametry: 6,2 km, 25 kontrol, 240 m převýšení. - Mapa: Dornaway East 1:10 000 E=5 m                        | - Traťové parametry: 6,2 km, 25 kontrol, 240 m převýšení. - Mapa: Dornaway East 1:10 000 E=5 m | - Traťové parametry: 6,2 km, 25 kontrol, 240 m převýšení. - Mapa: Dornaway East 1:10 000 E=5 m | - Traťové parametry: 6,2 km, 25 kontrol, 240 m převýšení. - Mapa: Dornaway East 1:10 000 E=5 m | - Traťové parametry: 6,2 km, 25 kontrol, 240 m převýšení. - Mapa: Dornaway East 1:10 000 E=5 m | - Traťové parametry: 5,3 km, 21 kontrol, 200 m převýšení. - Mapa: Dornaway East 1:10 000 E=5 m | - Traťové parametry: 5,3 km, 21 kontrol, 200 m převýšení. - Mapa: Dornaway East 1:10 000 E=5 m | - Traťové parametry: 5,3 km, 21 kontrol, 200 m převýšení. - Mapa: Dornaway East 1:10 000 E=5 m | - Traťové parametry: 5,3 km, 21 kontrol, 200 m převýšení. - Mapa: Dornaway East 1:10 000 E=5 m | - Traťové parametry: 5,3 km, 21 kontrol, 200 m převýšení. - Mapa: Dornaway East 1:10 000 E=5 m |
| Umístění | Země                                                                                           | Jméno                                                                                          | Čas                                                                                            | Ztráta                                                                                         | Umístění                                                                                       | Země                                                                                           | Jméno                                                                                          | Čas                                                                                            | Ztráta                                                                                         |
| | Švýcarsko                                                                                      | Daniel Hubmann                                                                                 | 0:34:23                                                                                        |                                                                                                |                                                                                                | Švédsko                                                                                        | Annika Billstamová                                                                             | 0:35:46                                                                                        |                                                                                                |
| | Francie                                                                                        | Lucas Basset                                                                                   | 0:34:26                                                                                        | + 0:00:03                                                                                      |                                                                                                | Finsko                                                                                         | Merja Rantanenová                                                                              | 0:36:36                                                                                        | + 0:00:50                                                                                      |
| | Švédsko                                                                                        | Olle Bostrom                                                                                   | 0:34:36                                                                                        | + 0:00:13                                                                                      |                                                                                                | Švédsko                                                                                        | Emma Johanssonová                                                                              | 0:37:04                                                                                        | + 0:01:18                                                                                      |
| 4 | Norsko                                                                                         | Magne Daehli                                                                                   | 0:34:49                                                                                        | + 0:00:26                                                                                      | 4                                                                                              | Dánsko                                                                                         | Ida Bobachová                                                                                  | 0:37:32                                                                                        | + 0:01:46                                                                                      |
| 5 | Švýcarsko                                                                                      | Fabian Hertner                                                                                 | 0:34:58                                                                                        | + 0:00:35                                                                                      | 5                                                                                              | Spojené království                                                                             | Catherine Taylorová                                                                            | 0:37:45                                                                                        | + 0:01:59                                                                                      |
| 6 | Ukrajina                                                                                       | Oleksandr Kratov                                                                               | 0:35:08                                                                                        | + 0:00:45                                                                                      | 6                                                                                              | Ukrajina                                                                                       | Nadiya Volynská                                                                                | 0:37:54                                                                                        | + 0:02:08                                                                                      |
| Oficiální výsledky: muži Archivováno 6. 8. 2015 na Wayback Machine. a ženy Archivováno 6. 8. 2015 na Wayback Machine. |                                                                                                |                                                                                                |                                                                                                |                                                                                                |                                                                                                |                                                                                                |                                                                                                |                                                                                                |                                                                                                |

## Štafetový závod

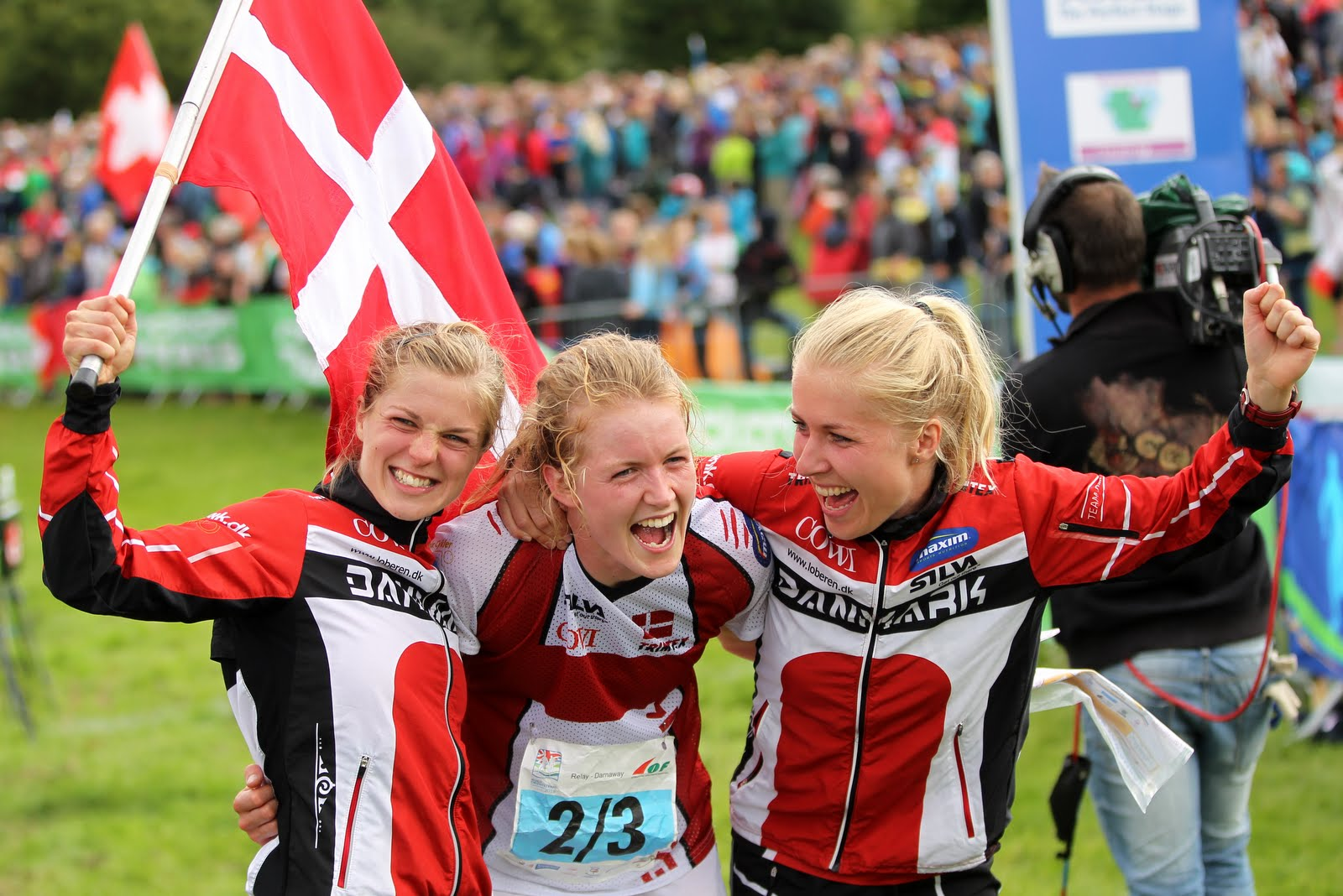

### Výsledky štafetového závodu
| Muži | Muži                                                                                                  | Muži                                                                                                  | Muži                                                                                                  | Muži                                                                                                  | Ženy                                                                                          | Ženy                                                                                          | Ženy                                                                                          | Ženy                                                                                          | Ženy                                                                                          |
| --- | --- | --- | --- | --- | --------------------------------------------------------------------------------------------- | --------------------------------------------------------------------------------------------- | --------------------------------------------------------------------------------------------- | --------------------------------------------------------------------------------------------- | --------------------------------------------------------------------------------------------- |
| - Traťové parametry: 6,9–7,05 km, 23–25 kontrol, 180 m převýšení - Mapa: Dornaway West 1:10 000 E=5 m                 | - Traťové parametry: 6,9–7,05 km, 23–25 kontrol, 180 m převýšení - Mapa: Dornaway West 1:10 000 E=5 m | - Traťové parametry: 6,9–7,05 km, 23–25 kontrol, 180 m převýšení - Mapa: Dornaway West 1:10 000 E=5 m | - Traťové parametry: 6,9–7,05 km, 23–25 kontrol, 180 m převýšení - Mapa: Dornaway West 1:10 000 E=5 m | - Traťové parametry: 6,9–7,05 km, 23–25 kontrol, 180 m převýšení - Mapa: Dornaway West 1:10 000 E=5 m | - Parametry: 6,0–6,15 km, 20–22 kontrol, 140 m převýšení - Mapa: Dornaway West 1:10 000 E=5 m | - Parametry: 6,0–6,15 km, 20–22 kontrol, 140 m převýšení - Mapa: Dornaway West 1:10 000 E=5 m | - Parametry: 6,0–6,15 km, 20–22 kontrol, 140 m převýšení - Mapa: Dornaway West 1:10 000 E=5 m | - Parametry: 6,0–6,15 km, 20–22 kontrol, 140 m převýšení - Mapa: Dornaway West 1:10 000 E=5 m | - Parametry: 6,0–6,15 km, 20–22 kontrol, 140 m převýšení - Mapa: Dornaway West 1:10 000 E=5 m |
| Umístění | Země                                                                                                  | Jméno                                                                                                 | Čas                                                                                                   | Ztráta                                                                                                | Umístění                                                                                      | Země                                                                                          | Jméno                                                                                         | Čas                                                                                           | Ztráta                                                                                        |
| | Švýcarsko                                                                                             | Fabian Hertner Daniel Hubmann Matthias Kyburz                                                         | 1:41:40                                                                                               | |                                                                                               | Dánsko                                                                                        | Maja Almová Ida Bobachová Emma Klingenbergová                                                 | 1:49:06                                                                                       |                                                                                               |
| | Norsko                                                                                                | Øystein Kvaal Østerbø Carl Godager Kaas Magne Daehli                                                  | 1:43:30                                                                                               | + 0:01:50                                                                                             |                                                                                               | Norsko                                                                                        | Heidi Bagstevoldová Mari Fastingová Anne Margrethe Hausken Nordbergová                        | 1:52:08                                                                                       | + 0:03:02                                                                                     |
| | Francie                                                                                               | Vincent Coupat Lucas Basset Frédéric Tranchand                                                        | 1:43:52                                                                                               | + 0:02:12                                                                                             |                                                                                               | Švédsko                                                                                       | Helena Janssonová Annika Billstamová Emma Johanssonová                                        | 1:52:17                                                                                       | + 0:03:11                                                                                     |
| 4 | Spojené království                                                                                    | Scott Fraser Graham Gristwood Ralph Street                                                            | 1:44:29                                                                                               | + 0:02:49                                                                                             | 4                                                                                             | Finsko                                                                                        | Saila Kinniová Merja Rantanenová Minna Kauppiová                                              | 1:52:41                                                                                       | + 0:03:35                                                                                     |
| 5 | Česko                                                                                                 | Jan Procházka Jan Šedivý Vojtěch Král                                                                 | 1:45:25                                                                                               | + 0:03:45                                                                                             | 5                                                                                             | Švýcarsko                                                                                     | Julia Grossová Judith Wyderová Sara Luescherová                                               | 1:54:14                                                                                       | + 0:05:08                                                                                     |
| 6 | Estonsko                                                                                              | Sander Vaher Lauri Sild Timo Sild                                                                     | 1:45:39                                                                                               | + 0:03:59                                                                                             | 6                                                                                             | Česko                                                                                         | Denisa Kosová Adéla Indráková Jana Knapová                                                    | 1:57:49                                                                                       | + 0:08:43                                                                                     |
| Oficiální výsledky: muži Archivováno 7. 8. 2015 na Wayback Machine. a ženy Archivováno 7. 8. 2015 na Wayback Machine. | | | | |                                                                                               |                                                                                               |                                                                                               |                                                                                               |                                                                                               |

## Závod na klasické trati (Long)

### Výsledky závodu na klasické trati (Long)
| Muži | Muži                                                                                           | Muži                                                                                           | Muži                                                                                           | Muži                                                                                           | Ženy                                                                                            | Ženy                                                                                            | Ženy                                                                                            | Ženy                                                                                            | Ženy                                                                                            |
| --- | ---------------------------------------------------------------------------------------------- | ---------------------------------------------------------------------------------------------- | ---------------------------------------------------------------------------------------------- | ---------------------------------------------------------------------------------------------- | ----------------------------------------------------------------------------------------------- | ----------------------------------------------------------------------------------------------- | ----------------------------------------------------------------------------------------------- | ----------------------------------------------------------------------------------------------- | ----------------------------------------------------------------------------------------------- |
| - Traťové parametry: 15,4 km, 32 kontrol, 660 m převýšení. - Mapa: Affric North 1:15 000 E=5 m                          | - Traťové parametry: 15,4 km, 32 kontrol, 660 m převýšení. - Mapa: Affric North 1:15 000 E=5 m | - Traťové parametry: 15,4 km, 32 kontrol, 660 m převýšení. - Mapa: Affric North 1:15 000 E=5 m | - Traťové parametry: 15,4 km, 32 kontrol, 660 m převýšení. - Mapa: Affric North 1:15 000 E=5 m | - Traťové parametry: 15,4 km, 32 kontrol, 660 m převýšení. - Mapa: Affric North 1:15 000 E=5 m | - Traťové parametry: 9,725 km, 19 kontrol, 440 m převýšení. - Mapa: Affric North 1:15 000 E=5 m | - Traťové parametry: 9,725 km, 19 kontrol, 440 m převýšení. - Mapa: Affric North 1:15 000 E=5 m | - Traťové parametry: 9,725 km, 19 kontrol, 440 m převýšení. - Mapa: Affric North 1:15 000 E=5 m | - Traťové parametry: 9,725 km, 19 kontrol, 440 m převýšení. - Mapa: Affric North 1:15 000 E=5 m | - Traťové parametry: 9,725 km, 19 kontrol, 440 m převýšení. - Mapa: Affric North 1:15 000 E=5 m |
| Umístění | Země                                                                                           | Jméno                                                                                          | Čas                                                                                            | Ztráta                                                                                         | Umístění                                                                                        | Země                                                                                            | Jméno                                                                                           | Čas                                                                                             | Ztráta                                                                                          |
| | Francie                                                                                        | Thierry Gueorgiou                                                                              | 1:39:46                                                                                        |                                                                                                |                                                                                                 | Dánsko                                                                                          | Ida Bobachová                                                                                   | 1:15:35                                                                                         |                                                                                                 |
| | Švýcarsko                                                                                      | Daniel Hubmann                                                                                 | 1:40:11                                                                                        | + 0:00:25                                                                                      |                                                                                                 | Norsko                                                                                          | Mari Fastingová                                                                                 | 1:18:19                                                                                         | + 0:02:44                                                                                       |
| | Norsko                                                                                         | Olav Lundanes                                                                                  | 1:40:43                                                                                        | + 0:00:57                                                                                      |                                                                                                 | Rusko                                                                                           | Světlana Mironovová                                                                             | 1:18:39                                                                                         | + 0:03:04                                                                                       |
| 4 | Francie                                                                                        | Frédéric Tranchand                                                                             | 1:41:26                                                                                        | + 0:01:40                                                                                      | 4                                                                                               | Švédsko                                                                                         | Tove Alexanderssonová                                                                           | 1:18:46                                                                                         | + 0:03:11                                                                                       |
| 5 | Švýcarsko                                                                                      | Fabian Hertner                                                                                 | 1:41:44                                                                                        | + 0:01:58                                                                                      | 5                                                                                               | Rusko                                                                                           | Natalija Vinogradovová                                                                          | 1:19:01                                                                                         | + 0:03:26                                                                                       |
| 6 | Švýcarsko                                                                                      | Matthias Kyburz                                                                                | 1:42:21                                                                                        | + 0:02:35                                                                                      | 6                                                                                               | Spojené království                                                                              | Catherine Taylorová                                                                             | 1:19:36                                                                                         | + 0:04:01                                                                                       |
| Oficiální výsledky: muži Archivováno 10. 8. 2015 na Wayback Machine. a ženy Archivováno 10. 8. 2015 na Wayback Machine. |                                                                                                |                                                                                                |                                                                                                |                                                                                                |                                                                                                 |                                                                                                 |                                                                                                 |                                                                                                 |                                                                                                 |

## Česká seniorská reprezentace na MS
Nominační závody české reprezentace se konaly 3. dubna – 5. dubna 2015 na závodech WRE (Velká Británie) a na dalších závodech dle nominačních kritérií stanovených ČSOS.
| Muži                                         | Muži                                                             | Muži                                         | Muži                                         | Muži                                         | Muži                                         | Muži                                         | Ženy                                          | Ženy                                                         | Ženy                                          | Ženy                                          | Ženy                                          | Ženy                                          | Ženy                                          |
| -------------------------------------------- | ---------------------------------------------------------------- | -------------------------------------------- | -------------------------------------------- | -------------------------------------------- | -------------------------------------------- | -------------------------------------------- | --------------------------------------------- | ------------------------------------------------------------ | --------------------------------------------- | --------------------------------------------- | --------------------------------------------- | --------------------------------------------- | --------------------------------------------- |
| - Umístění českých seniorských reprezentantů | - Umístění českých seniorských reprezentantů                     | - Umístění českých seniorských reprezentantů | - Umístění českých seniorských reprezentantů | - Umístění českých seniorských reprezentantů | - Umístění českých seniorských reprezentantů | - Umístění českých seniorských reprezentantů | - Umístění českých seniorských reprezentantek | - Umístění českých seniorských reprezentantek                | - Umístění českých seniorských reprezentantek | - Umístění českých seniorských reprezentantek | - Umístění českých seniorských reprezentantek | - Umístění českých seniorských reprezentantek | - Umístění českých seniorských reprezentantek |
| Jméno                                        | INFO                                                             | Sprint                                       | Middle                                       | Long                                         | MIX Štafety                                  | Štafety                                      | Jméno                                         | INFO                                                         | Sprint                                        | Middle                                        | Long                                          | MIX Štafety                                   | Štafety                                       |
| Miloš Nykodým                                | nar. 1990 (24 let) Oddíl: Žabovřesky Brno/Kristiansands OK (NOR) | 39. místo                                    | x                                            | x                                            | x                                            | x                                            | Jana Knapová                                  | nar. 1990 (24 let) Oddíl: Pardubice/Södertälje (SWE)         | 12. místo                                     | 9. místo                                      | x                                             | 10. místo                                     | 6. místo                                      |
| Vojtěch Král                                 | nar. 1988 (27 let) Oddíl: Severka Šumperk/IFK Mora (SWE)         | 12. místo                                    | 19. místo                                    | x                                            | x                                            | 5. místo                                     | Denisa Kosová                                 | nar. 1991 (24 let) Oddíl: OK99 HK/Täby OK (SWE)              | 11. místo                                     | x                                             | x                                             | 10. místo                                     | 6. místo                                      |
| Jan Petržela                                 | nar. 1992 (22 let) Oddíl: OK 99 HK/Kalevan Rasti (FIN)           | 29. místo                                    | x                                            | x                                            | 10. místo                                    | x                                            | Adéla Indráková                               | nar. 1991 (24 let) Oddíl: Žabovřesky Brno/IFK Lidingö (SWE)  | 23. místo                                     | x                                             | x                                             | x                                             | 6. místo                                      |
| Pavel Kubát                                  | nar. 1991 (24 let) Oddíl: OK 99 HK/Vaajakosken Terä (FIN)        | x                                            | x                                            | 39. místo                                    | x                                            | x                                            | Vendula Horčičková                            | nar. 1993 (22 let) Oddíl: Slovan Luhačovice/Södertälje (SWE) | x                                             | 27. místo                                     | 26. místo                                     | x                                             | x                                             |
| Jan Procházka                                | nar. 1984 (31 let) Oddíl: Praga Praha/Kalevan Rasti (FIN)        | x                                            | 10. místo                                    | DSQ                                          | 10. místo                                    | 5. místo                                     | Eva Juřeníková                                | nar. 1978 (36 let) Oddíl: Halden SK (SWE)                    | x                                             | x                                             | 25. místo                                     | x                                             | x                                             |
| Jan Šedivý                                   | nar. 1984 (31 let) Oddíl: Praga Praha/Stora Tuna (SWE)           | x                                            | 9. místo                                     | 15. místo                                    | x                                            | 5. místo                                     | Dana Šafka Brožková                           | nar. 1981 (34 let) Oddíl: SC Jičín/Domnarvets GoIF (SWE)     | x                                             | 31. místo                                     | 22. místo                                     | x                                             | x                                             |

## Medailová klasifikace podle zemí
Úplná medailová tabulka:
| Medailová klasifikace podle zemí | Medailová klasifikace podle zemí | Medailová klasifikace podle zemí | Medailová klasifikace podle zemí | Medailová klasifikace podle zemí | Medailová klasifikace podle zemí |
| Umístění                         | Země                             | Zlato                            | Stříbro                          | Bronz                            | Součet                           |
| -------------------------------- | -------------------------------- | -------------------------------- | -------------------------------- | -------------------------------- | -------------------------------- |
|                                  | Dánsko                           | 4                                | -                                | -                                | 4                                |
|                                  | Švýcarsko                        | 2                                | 2                                | -                                | 4                                |
|                                  | Švédsko                          | 2                                | -                                | 4                                | 6                                |
| 4.                               | Francie                          | 1                                | 1                                | 1                                | 3                                |
| 5.                               | Norsko                           | -                                | 4                                | 1                                | 5                                |
| 6.                               | Finsko                           | -                                | 1                                | -                                | 1                                |
| 6.                               | Ukrajina                         | -                                | 1                                | -                                | 1                                |
| 8.                               | Rusko                            | -                                | -                                | 3                                | 3                                |